# Винницька Ірина Гнатівна
Ірина Гнатівна Ви́нницька (нар. 5 квітня 1936, Конське) — українська майстриня художньої вишивки і ткацтва, художниця тканин; членкиня Львівської організації Спілки радянських художників України з 1968 року.

## Біографія
Народилася 5 квітня 1936 року у місті Конському (нині Польща). 1959 року закінчила Львівське училище прикладного мистецтва; 1965 року — Львівський інститут прикладного і декоративного мистецтва, де її викладачами зокрема були Василь Цьонь, Вітольд Манастирський, Роман Сельський, Марта Токар. Дипломна робота — тканини для одягу (керівниця Марта Токар, оцінка відмінно).
Протягом 1959—1960 років працювала у Львівській артілі «Галантерея», майстриня художньої вишивки Львівського товариства художників; у 1960—1962 роках — майстриня ткацтва Львівського будинку моделей; у 1962—1967 роках — модельєрка Проєктно-конструкторського інституту легкої промисловості; у 1967 році — фабрики текстильних художніх виробів; у 1967—1991 роках — Львівського художньо-виробничого комбінату.
Жила у Львові в будинку на вулиці Тернопільській, № 1 а, квартира 35; в будинку на вулиці Дністровській, № 14 а, квартира № 13 та в будинку на вулиці Раковського, № 10, квартира № 25.

## Творчість
Працювала в галузі декоративного мистецтва (художнє оформлення тканин). Сеоед робіт:
- декоративні доріжки, подушки, верети, серветки (1960—1965);
- ескізи костюмів для вокального тріо сестер Байко (1969);
- завіса для Черкаського українського музично-драматичного театру імені Тараса Шевченка (1991);
- килими: «Полтавський» (1959), «Рослинний орнамент» (1960),  Перебендя» (1964);

міні-гобелени
- «Ліс» (1984);
- «Цвіт папороті» (1984);
- «Зелене поле» (1984);
- «Квітка на піску» (1985);
- «Зима» (1988);

гобелени
- «Ой на Купала-Купалочка» (1968);
- «Земле, всеплодющая мати» (1969);
- «Думи» (1971);
- «Україна» (1973);
- «Батьківщина» (1975);
- «Світлячки» (1977);
- «Земле» (1979);
- «А буде син, і буде мати, і будуть люди на землі» (1982);
- «Цвіте земля» (1982);
- «Городи» (1983);
- «Мій рідний край» (1984);
- «Дорога в життя» (1985);
- «Пісня Карпат» (1991);
- «Час» (1993);
- «Цвіте земля» (1995);
- «Моя мамо» (1996);
- «Думка» (1996);
- «Реве та стогне Дніпр широкий» (1998);
- «Крехів» (1999);
- «Львів» (2002).

Брала участь у республіканських та зарубіжних виставках з 1960 року, всесоюзних — з 1963 року. Персональні виставки відбулися у Львові у 1986 і 1996 роках, у Гантері (США) у 1991 році. 
Окремі роботи майстрині зберігаються в Національному музеї українського народного декоративного мистецтва у Києві, Музеї етнографії та художнього промислу у Львові, Національному музеї у Львові, Сумському та Івано-Франківському художніх музеях. 
Про неї знято телефільм «Гобелени Ірини Винницької» (1986, режисер Володимир Андрощук).